# Edith Neumann
Edith Neumann (26. Mai 1902 als Editha Spitzer in Wien – 29. Juni 2002 in New York City) war eine österreichische Chemikerin und Mikrobiologin.

## Leben
Edith Neumann war die Tochter von Hermine und Alfred Spitzer. Ihr Vater war Rechtsanwalt und Kunstsammler. Nach dem Lyzeum studierte sie Physik und Chemie an der Universität Wien. Sie wurde 1927 promoviert. Ein Jahr zuvor war sie zum christlichen Glauben konvertiert. Ebenfalls 1927 heiratete sie den Bibelgelehrten Friedrich (Fritz, Frederick) Neumann.
Für ihren Lebensunterhalt ging sie verschiedensten Tätigkeiten nach: Sie arbeitete in einer Glühlampenfabrik, dann in einer Transformatoren-Produktionsfirma, später als Übersetzerin für Serbokroatisch. Zusammen mit ihrem Mann emigrierte sie nach dem Anschluß Österreichs 1938 nach London, 1948 in die USA. Dort arbeitete sie als Bakteriologin und Mikrobiologin in Brooklyn. Ihr Mann wurde Pastor der Bushwick Congregational Church in Brooklyn.
Im Alter von 67 Jahren wurde sie Medical Director des Jetti-Katz Clinical Laboratory in Manhattan. Nach ihrer Pensionierung übersetzte und veröffentlichte sie Predigten und philosophische Schriften ihres Mannes. 1983 gründete sie die Frederick Neumann Memorial Lecture am Princeton Theological Seminary.

## Ehrungen
- 1998 wurde ihr das Österreichische Ehrenkreuz für Wissenschaft I. Klasse verliehen.